# Питчфорд, Рэнди
Рэндалл Стюарт Питчфорд II — американский бизнесмен. Сооснователь студии разработки видеоигр Gearbox Software, созданной в 1999 году. В настоящем времени — президент и исполнительный директор компании (CEO).

## Карьера
Отец Питчфорда работал в службе разведки Соединённых Штатов, создавая высокотехнологичное снаряжение для агентов. Когда Рэнди было пять лет, его отец принес домой один из компьютеров, который он разработал в 1975 году, и спустя два года отдал Рэнди свой собственный компьютер, построенный им. Питчфорд быстро освоил язык программирования BASIC в попытках эмулировать аркадные игры тех времён. Он написал свою первую игру (16-ти битную приключенческую аркаду) когда ему было 11-12 лет. Питчфорд утверждал, что он играл в Colossal Cave Adventure и был настолько потрясен игрой, что он использовал hex-редактор для изучения кода, и в итоге выстроил частичный концепт программной логики. Когда была выпущена версия на языке BASIC, он получил возможность осмотреть код напрямую, позволяя определить методы и техники для написания собственных текстовых квест-игр, двигаясь в сторону игровой разработки.
Питчфорда также интересовала магия, так как он был внучатым племянником Ричарда Валентинуа Питчфорда, фокусника, известным под сценическим именем Кардини. Ричард умер, когда Рэнди было только два года, но истории о магических представлениях Ричарда, рассказанных его вдовой, вдохновили Рэнди заниматься магией и фокусами.
После старшей школы Питчфорд поступил в Калифорнийский университет в Лос-Анджелесе для получения юридического образования. Во время обучения он встретил Кристи, девушку, которая в будущем станет его женой. Кристи подметила, что Питчфорд не заинтересован в юриспруденции и вдохновила его на начало карьеры в сфере развлечений: занятиями и выступлениями с фокусами и работой в видеоигровой индустрии. Тогда Питчфорд начал делать видеоигры в свободное время, а также выступал с профессиональными магическими представлениями в Голливуде, чтобы оплатить свое обучение. В дальнейшем он успешно добился членства в клубе «Волшебный Замок» («The Magic Castle») в Лос-Анджелесе.
Почти закончив курсовую работу, Питчфорд начал рассылать резюме на вакансии разработчиков видеоигр. Он принял предложение от 3D Realms из Техаса, на то время ещё известную как Apogee — компанию, только-что выпустившую Wolfenstein 3D, игру, впечатлившую Питчфорда. Питчфорд подмечал, что важным стимулом присоединения к 3D Realms было то, что он должен был получать процент с продаж игр, над которыми он работал. Питчфорд работал над такими проектами как Duke Nukem 3D и Shadow Warrior.
Часть программистов и разработчиков из 3D Realms ушла из компании, основав Rebel Boat Rocker в 1997 году. Питчфорд также покинул 3D Realms и присоединился к ним в мае 1997 года. Первая видеоигра компании — шутер от первого лица Prax War под издательством Electronic Arts. Питчфорд работал главным level-дизайнером в проекте, а также главным публичным представителем. Так или иначе, EA призвали отменить разработку игры в январе 1999 года. Лишившись инвестора и издателя, Питчфорд собрал бывших коллег и друзей из Rebel Boat Rockers и 3D Realms, и основал Gearbox Software в феврале 1999 года. Название для команды было выбрано с целью сравнения их команды с эффективной, хорошо сбалансированной коробкой передач (англ. transmission gearbox).

## Иная деятельность
В 2013 году Питчфорд поручил 25 тысяч долларов США Джиллетт Пенну и Адаму Рифкину на съемки фильма «Режиссёрская версия». В марте 2018 года Питчфорд объявил, что он присоединился к консультативному совету для Fig, смешанному инвестиционному и краудфандинговому сервису для разработки видеоигр.

## Судебный процесс
В 2018 году бывший адвокат Gearbox Уэйд Каллендер подал иск против Питчфорда, утверждая, что Питчфорд неправомерно использовал средства компании для оплаты ипотечного кредита, обучения и других личных расходов. В иске также утверждается, что в 2014 году, находясь в ресторане, Питчфорд потерял флэш-накопитель, содержащий конфиденциальную информацию компании и детскую порнографию. Питчфорд позже подтвердил, что флэш-накопитель содержал порнографию, но отрицал, что она была детской, утверждая, что она была «едва законной».
Компания Gearbox поддержала невиновность Питчфорда и подала жалобу в Коллегию адвокатов штата Техас против Каллендера за «подачу иска, в котором содержатся обвинения в том, что не соответствует действительности».
3 октября 2019 года обе стороны объявили, что иск был отклонен. В совместном заявлении сторон говорилось: «После рассмотрения всех доказательств по делу, по словам адвоката, с Рэнди Питчфорда полностью сняты все обвинения; все недоразумения между сторонами были улажены, стороны обменялись извинениями.»

## Личная жизнь
Сын — Рэнди Питчфорд III, который родился 8 января 2000 года.

### Комментарии
1. ↑  Имеется в виду термин «barely legal», которым обозначаются порнографические материалы, действующими лицами которых становятся модели, которым едва исполнилось 18 лет.